# اوهتو
اوهتو (انگلیسی: Ohto) شرکت الکترونیک ژاپنی است، که در سال ۱۹۱۹ توسط ناکاتا توزابورو تأسیس شد.